# Патаки, Ференц
Ференц Патаки (венг. Pataki Ferenc; 18 сентября 1917 — 25 апреля 1988) — венгерский гимнаст, олимпийский чемпион.

## Биография
Ференц Патаки родился в 1917 году в Будапеште. В 1948 году на Олимпийских играх в Лондоне он стал обладателем золотой медали в вольных упражнениях, а также бронзовых медалей в опорном прыжке и в командном первенстве. В 1952 году принял участие в Олимпийских играх в Хельсинки, но там не смог завоевать медалей.